# Krywka
Krywka [pronunciación en polaco: /ˈkrɨfka/] (en ucraniano: Кривка: romanizado, Kryvka) fue un pueblo que existió en el distrito administrativo de Gmina Lutowiska, dentro del Distrito de Bieszczady, Voivodato de Subcarpacia, en el sudeste de Polonia, cercano a la frontera con Ucrania. Se ubicaba aproximadamente 3 kilómetros al este de Lutowiska, 22 kilómetros al sudeste de Ustrzyki Dolne, y 101 kilómetros al sudeste de la capital regional, Rzeszów.

## Historia
El pueblo fue fundado en 1580 bajo la ley de Valaquia, siendo propiedad de la familia Kmita. A mediados del siglo XIX, los dueños de las propiedades de Krywka eran los hermanos Świerczyński. En los años 1945-1951, Kryvka se ubicaba dentro del territorio de la Unión Soviética. Después de la Segunda Guerra Mundial, el pueblo fue completamente desplazado. Los edificios e infraestructura restantes fueron completamente demolidos en 1956.